# 埃伯赛姆
埃伯赛姆（法語：Ebersheim，法語發音：[ebəʁsaim]）是法国下莱茵省的一个市镇，位于该省南部，属于塞莱斯塔-埃尔什泰因区。

## 地理
埃伯赛姆（48°18'12"N, 7°30'0"E）面积13.66 平方千米，位于法国大東部大區下莱茵省，该省份为法国大陆部分最东部的省份，是阿尔萨斯的一部分，今与上莱茵省组成了阿尔萨斯欧洲集体，其南至上莱茵省，西南接孚日省和默尔特-摩泽尔省，西接摩泽尔省，北与德国接壤，东侧沿莱茵河与德国相望。
与埃伯赛姆接壤的市镇（或旧市镇、城区）包括：埃贝尔斯曼斯泰、塞莱斯塔、当巴克城、埃普菲格、科格奈姆、谢尔维莱尔。
埃伯赛姆的时区为UTC+01:00、UTC+02:00（夏令时）。

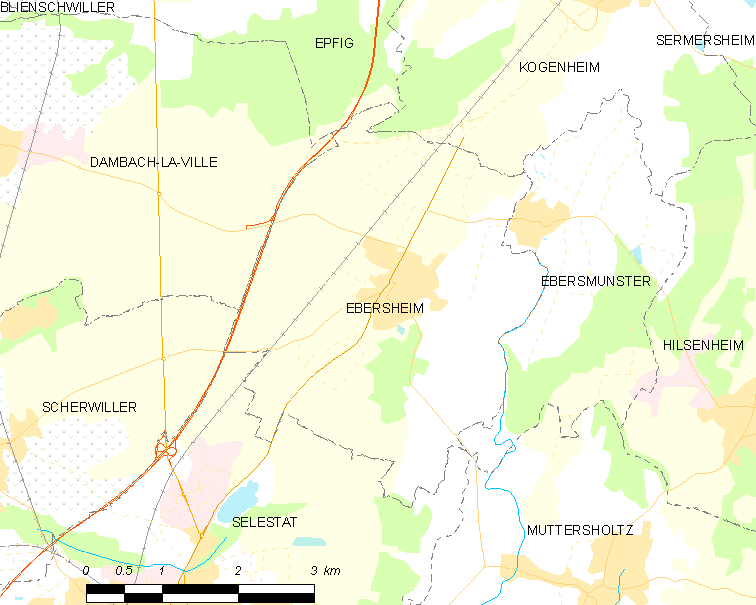
埃伯赛姆的OSM定位图

## 行政
埃伯赛姆的邮政编码为67600，INSEE市镇编码为67115。

## 政治
埃伯赛姆所属的省级选区为塞莱斯塔县。

## 人口

1962-2008年间埃伯赛姆人口变化图示

埃伯赛姆于2022年1月1日时的人口数量为2295人。